# Léon Galvaing
Lucien Faucheux (Suresnes, 31 de desembre de 1902 - Saint-Cloud, 17 de març de 1963) va ser un ciclista francès que es dedicà al ciclisme en pista. Com amateur va guanyar una medalla de plata al Campionat del món de Velocitat de 1926 per darrere de l'italià Avanti Martinetti.

## Palmarès
- 1926
  -  Campió de França amateur de velocitat
- 1927
  -  Campió de França amateur de velocitat